# Алексей Александров
Алексей Александров е беларуски шахматист, гросмайстор от 1997 г.

## Шахматна кариера
Първия си международен успех постига през 1991 г., когато заема второ място на световното първенство за юноши до 18 години. Година по-късно става шампион при юноши до 20 години за Европа. През 2002 става вицешампион на Европа по шахмат. На два пъти е победител в първенството на Беларус – 1996 и 2007.
На четири пъти се състезава в турнири за световната титла, провеждащи се по системата на директните елиминации:
- 1997 – достига до трети кръг, където отпада от Зураб Азмайпарашвили;
- 1999 – достига до втори кръг, където отпада от Пьотър Свидлер;
- 2000 – достига до трети кръг, където отпада от Евгений Бареев;
- 2004 – достига до втори кръг, където отпада от Хикару Накамура.

## Турнирни резултати
- 1993 –  Николаев (1 м.)
- 1995 –  Стокхолм (1 м.)
- 1996 –  Минск (1 м.)
- 1998 –  Кстово (1 м.)
- 2000 –  Санкт Петербург (1 м. на Мемориал „Петроф“)[1]
- 2001 –  Батуми (2-4 м. с Тамаз Гелашвили и Арсен Йегиазарян на „BSCA Open Ch.“)[2]
- 2001 –  Краматорск (2 м. на турнира от 15-а категория „Купата на губернатора“ зад Руслан Пономарьов)[3]
- 2002 –  Москва (2-5 м. на „Аерофлот Оупън“ и еднакъв брой точки с победителя Григори Кайданов)[4]
- 2005 –  Минск (1 м. с резултат 7,5/9 т.)[5]

## Отборни прояви

### Участия нашахматни олимпиади
В периода 1996–2006 г. е постоянен участник в шахматните олимпиади, общо шест на брой. Изиграва 68 партии, в които постига 23 победи, 35 ремита и 10 загуби. Средната му успеваемост е 59,6 процента. На олимпиадата в Елиста печели бронзов медал на дъска.
| Година | Организатор | Отбор   | Класиране (отборно) | Дъска |
| 1996   | Ереван      | Беларус | 33                  | Втора |
| 1998   | Елиста      | Беларус | 13                  | Втора |
| 2000   | Истанбул    | Беларус | 32                  | Втора |
| 2002   | Блед        | Беларус | 17                  | Първа |
| 2004   | Калвия      | Беларус | 18                  | Първа |
| 2006   | Торино      | Беларус | 36                  | Първа |

### Участия наевропейски отборни първенства
Участва на четири европейски първенства. Изиграва 23 партии, в които постига 11 победи, 10 ремита и 8 загуби. Средната му успеваемост е 55,2 процента. През 2003 г. в седмия кръг на европейското в Пловдив, постига реми с българския гросмайстор Александър Делчев, а през 1999 г. също реми с Кирил Георгиев.
| Година | Организатор | Отбор   | Класиране (отборно) | Дъска    |
| 1992   | Дебрецен    | Беларус | 24                  | Четвърта |
| 1997   | Пула        | Беларус | 9                   | Първа    |
| 1999   | Батуми      | Беларус | 9                   | Втора    |
| 2003   | Пловдив     | Беларус | 8                   | Първа    |